# Shibusawa Eiichi
Shishaku Shibusawa Eiichi (渋沢 栄, "1º Visconde de Shibusawa") (Saitama, 16 de março de 1840 - Nishigahara, 11 de novembro de 1931) foi um empreendedor e homem de negócios durante os períodos Meiji e Taisho no Japão amplamente conhecido como o "Pai do capitalismo japonês". Ele introduziu o capitalismo ocidental ao Japão após a Restauração Meiji. Entre 1869 e 1872 trabalhou para o Governo do Japão e ocupou o cargo de Okura Daijo (oficial do Ministério das Finanças). Foi responsável também por muitas reformas econômicas incluindo o uso da contabilidade de dupla entrada,empresas de economia mista e modernos bancos emissores de dinheiro. Ele recebeu o título de danshaku (barão) em 1900 e Shishaku (visconde) em 1920.
Em 1873 assumiu o posto de presidente do First National Bank of Japan atual Dai-Ichi Kangyo Bank, no mesmo ano fundou a Ōji Paper Manufacturing Company e uma década depois Ōsaka Spinning Company. Como empreendedor Shibusawa estava envolvido em quase todas as empresas associadas ao desenvolvimento industrial do país naquele período, fundando ferrovias, empresas de navegação, empresas pesqueira, empresas de impressão, siderúrgicas, indústrias de gás e eletricidade e ainda atividades relacionadas a petróleo e mineração.